# Nerobergbahn

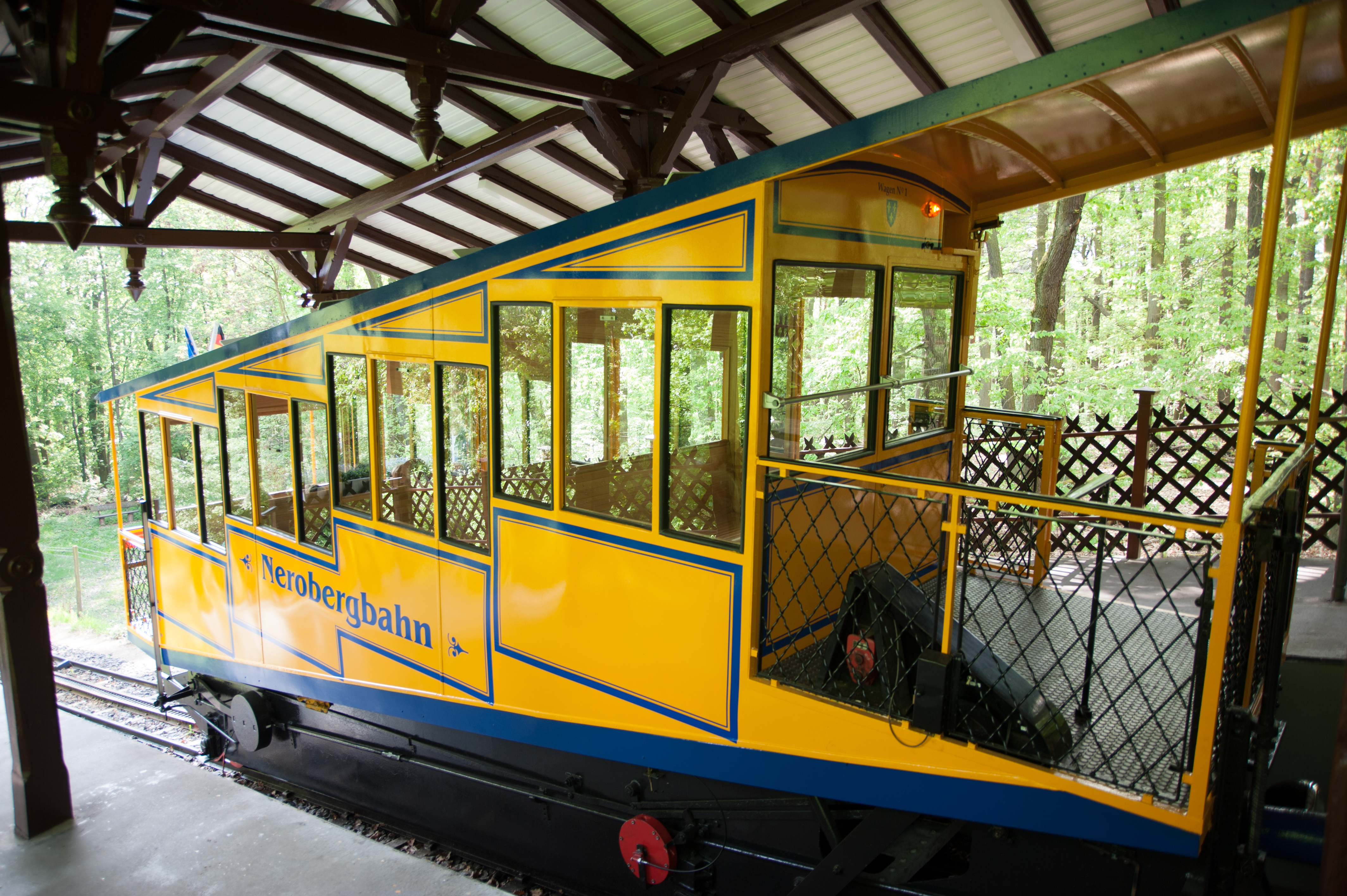
Vettura della Nerobergbahn

La Nerobergbahn è una funicolare realizzata con un sistema di contrappesi ad acqua in servizio nella città di Wiesbaden in Germania
Inaugurata nel 1888, è una delle poche funicolari al mondo ad utilizzare ancora tale sistema di propulsione.
I veicoli sono dotati di serbatoi i quali, riempiti o svuotati, ne variano il peso e conseguentemente l'equilibrio fra essi, generando così il movimento. 
Il conducente della vettura a monte riempie il grande serbatoio posizionato nella parte bassa del veicolo calcolando la quantità d'acqua sulla base del numero di passeggeri a bordo delle due vetture. Il maggior peso della vettura a monte consente il trascinamento di quella a valle ad essa collegata tramite una fune che scorre su una puleggia del diametro di 360 centimetri.
Giunta a valle, la vettura scarica l'acqua.

## Caratteristiche

Schema della Nerobergbahn

Le due vetture, dalla capacità di 40 passeggeri l'una, percorrono due binari a scartamento metrico dotati di cremagliera.
I binari sono affiancati in modo da condividere la rotaia mezzana.
A metà percorso vi è un punto di incrocio.
La pendenza media è del 19%.
Il serbatoio di ogni vettura ha una capacità di 7000 litri.
L'acqua viene travasata dalle vetture nel serbatoio a valle dalla capacità di 220 m³.
Una pompa da 60 m³/h, 25 bar, provvede a ripompare l'acqua nel serbatoio a monte dalla capacità di 350 m³